# Burgwall Vorsfelde

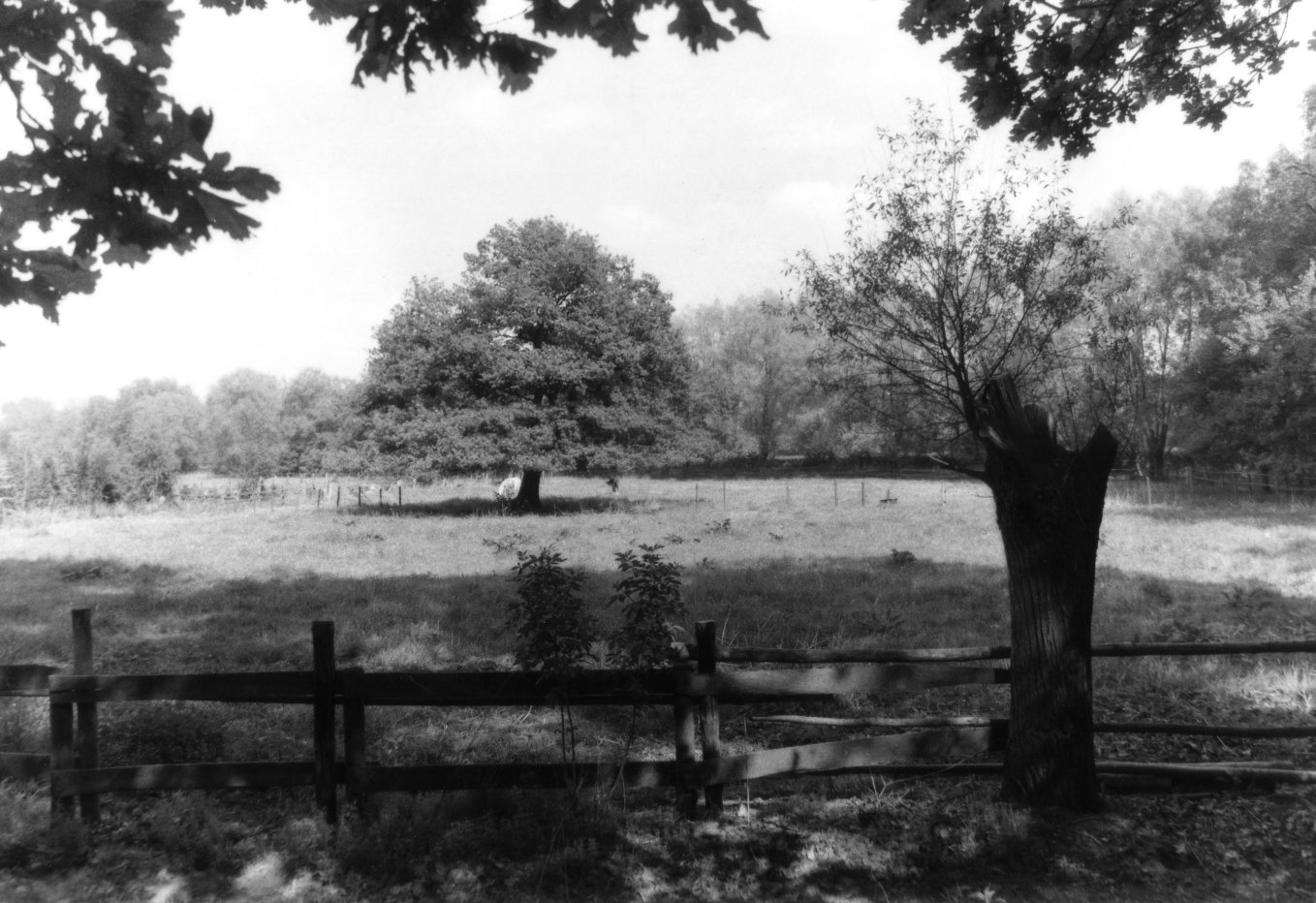
Standort der Burg, heute eine Wiese mit markantem Einzelbaum

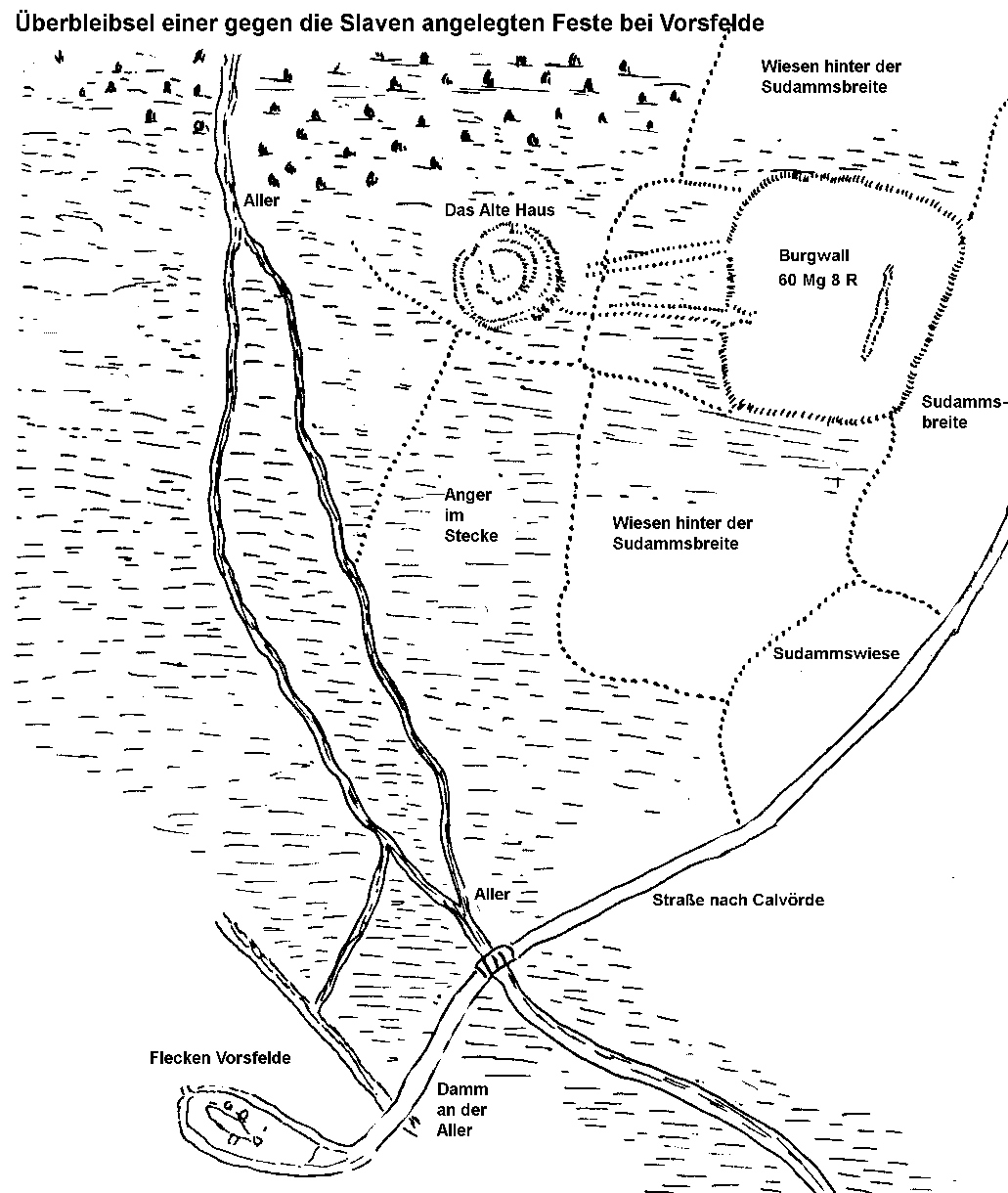
Lageplan der Burganlage um 1850, damals noch als Altes Haus bezeichnet als eine gegen die Slaven angelegte Feste bei Vorsfelde

Der Burgwall Vorsfelde ist eine abgegangene Sumpfburg beim Wolfsburger Stadtteil Vorsfelde. Es handelte sich um einen palisadenbewehrten hölzernen Wehrturm im Stile einer Motte (Turmhügelburg), der mit einem benachbarten Burgwall als Vorburg verbunden war. Die Anlage lag auf einer Sandinsel in der damals sumpfigen Drömlingsniederung und wurde lange für die historisch überlieferte Vorsfelder Burg Altes Haus gehalten.

## Lage
Die Reste der Burganlage liegen in der Niederung von Aller und Drömling rund 900 Meter Luftlinie östlich des mittelalterlichen Stadtkerns von Vorsfelde. Die Burgstall befindet sich innerhalb des Naturschutzgebietes Wendschotter und Vorsfelder Drömling mit Kötherwiesen
auf einer Wiese unweit des Mittellandkanals etwa 100 Meter nördlich der Stelle, wo der Steekgraben den Kanal dükert. Die im 19. Jahrhundert kanalisierte Aller fließt in ungefähr 300 Metern Entfernung nordwestlich vorbei, kann aber während des Bestehens der Burganlage mit ihren Altarmen näher an ihr vorbeigeführt haben. Dies zeigt ein Lageplan des Braunschweiger Stadtdirektors Wilhelm Bode um 1850 auf Basis einer Landvermessung von 1761.
Die Burg könnte einer Theorie zufolge einen Handelsweg gesichert haben, der bei Vorsfelde an einer verengten Stelle durch das Urstromtal der Aller führte. Bekannt ist, dass dieser Weg in Richtung Calvörde, die heutige B 188, schon sehr lange bestanden hat, denn dies war eine der wenigen Ost-West-Verbindungen. Im Westen lag das Sumpfgebiet des Barnbruchs und im Osten der ausgedehnte Drömlingsumpf.

## Suche und Entdeckung
Das im Jahre 1945 anstehende 800. Ortsjubiläum von Vorsfelde wurde aufgrund des Zweiten Weltkriegs auf 1946 verschoben. Für die Jubiläumsfeierlichkeiten benötigte man vorzeigbare Fakten, denn für die lange Existenz des Ortes existierte nur die Nennung als Varesfelt in einer päpstlichen Bulle vom 11. Januar 1145 durch Papst Lucius II. in Rom. Mit der Suche nach datierbaren geschichtlichen Zeugnissen aus der frühesten Ortsgeschichte wurde der Braunschweiger Landesarchäologe und Leiter des Braunschweigischen Landesmuseums Alfred Tode beauftragt. Er informierte sich zunächst in der Literatur und in Archiven.
Einen ersten Hinweis lieferte eine Nennung im Buch über die Bau- und Kunstdenkmäler des Kreises Helmstedt von Paul Jonas Meier aus dem Jahre 1896. Demnach lag eine Burg Altes Haus auf dem linken Ufer der Aller außerhalb der Stadt, deren Wälle bereits eingeebnet waren. Dass es sie gegeben haben muss, schloss Tode aus dem Bestehen der etwa 3 km südöstlich von Vorsfelde gelegenen und 1371 erstmals erwähnten Burg Neuhaus.
Zusätzlich fand Tode eine Flurkarte von Vorsfelde und Umgebung, die 1761 vom Feldmesser F. H. A. Penther im Rahmen der Kurhannoverschen Landesaufnahme angefertigt worden war. Sie enthielt mehrere Hinweise auf historische Stätten. Darunter war die Einzeichnung eines Landstücks mit der Bezeichnung Hopfengarten im Burgwall in den Drömlingswiesen östlich der Altstadt und nahe der Sudammsbreite. Als Größenangabe des offenbar mit einem Wall eingefriedeten Feldstücks zum Anbau von Hopfen nannte die Karte 6 Morgen und 16 Ruthen.
Einen weiteren Hinweis für die Existenz der Anlage war eine um 1850 vom Braunschweiger Stadtdirektor Wilhelm Bode angefertigte Skizze auf Basis der Vermessungskarte von 1761. Bode zeichnete darauf einen kleineren runden Wall mit der Bezeichnung Alte Haus ein, der durch zwei Dammwege mit einem größeren quadratischen Burgwall von 6 Morgen und 70 Ruthen verbunden war. Bode bezeichnete die Anlage als ein Überbleibsel einer gegen die Slawen angelegten Feste.
Mit diesen Angaben ausgestattet begab sich der Archäologe Alfred Tode im Sommer 1946 für mehrere Wochen nach Vorsfelde, um die Burgstelle zu lokalisieren. Dies gelang ihm nicht auf Anhieb, denn die alten Karten des 18. und 19. Jahrhunderts zeigten zwar ein Altes Haus im Drömling, aber das Gelände in der Allerniederung hatte sich seither vielfach verändert. So gab es die Kanalisierung der Aller im 19. Jahrhundert und den Bau des Mittellandkanals in den 1930er Jahren. Die Wälle der Burg waren bereits bei der Flurbereinigung 1864 völlig eingeebnet worden, um die Fläche urbar zu machen. Trotzdem wurde der Archäologe fündig, denn er war in der Suche nach frühen Befestigungsanlagen geübt. Während der 1920er und 1930er Jahre hatte er die archäologische Landesaufnahme von Schleswig-Holstein vorgenommen.

## Ausgrabung

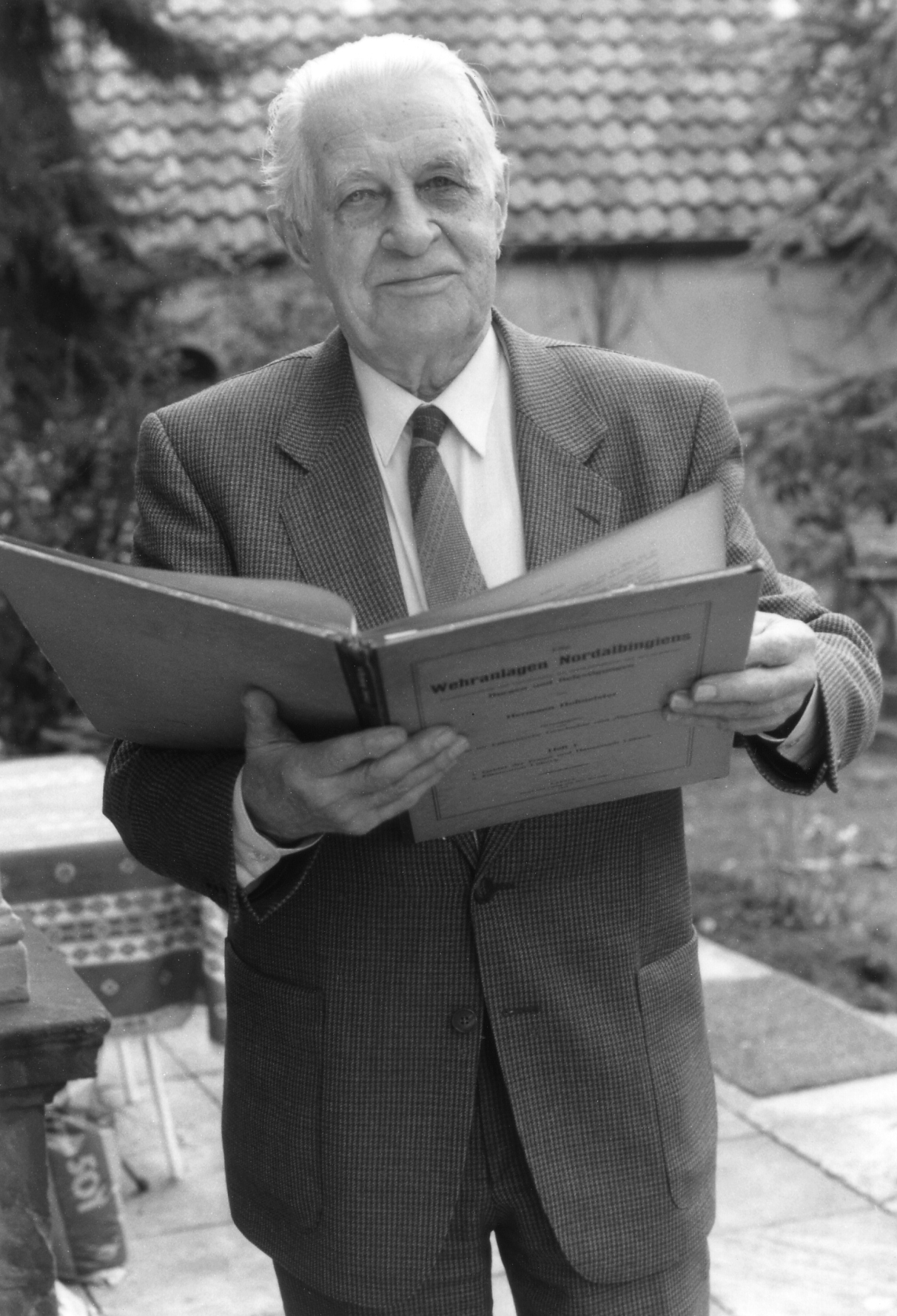
Der Entdecker und Ausgräber der Burganlage Alfred Tode

Als Alfred Tode auf eine Verdachtsstelle mit Bodenunregelmäßigkeiten auf einer Wiese stieß, begann er eine Ausgrabung mit zwei seiner Mitarbeiter aus Braunschweig und von der Gemeinde Vorsfelde gestellten Grabungshelfern. Mit einfachsten Arbeitsmitteln ausgestattet, wie geliehenen Schaufeln und Schubkarren, war dies das erste landesarchäologische Projekt im Braunschweiger Land nach dem Zweiten Weltkrieg. Die Grabung dauerte zwei Wochen an. Die Archäologen zogen jeden Morgen und Abend mit einem werkzeugbeladenen Handwagen zwischen dem Ort und der Grabungsstelle hin und her. Sie waren in einem Hotel untergebracht, in dem sie in der unmittelbaren Nachkriegszeit auf Lebensmittelmarken verpflegt wurden.
Bei der Grabung wurde zunächst ein 40 Meter langer Suchschnitt angelegt. Erste Fundstücke zeigten sich in einer dunkel verfärbten Kulturschicht unterhalb einer 50 Zentimeter starken, fundleeren Schicht aus moorigem Boden.
Nach den ersten Funden fanden an der Grabungsstelle öffentliche Führungen statt, die für Schulklassen und archäologische Exkursionen aus Braunschweig veranstaltet wurden. Dem Einladungsschreiben zufolge wurde eine oberflächlich kaum sichtbare, mittelalterliche Burg von etwa 50 Meter Durchmesser entdeckt. Die Archäologen legten auf 150 m² Teile des Innenraums der Burg, die äußere Palisadenmauer auf 8 Meter Länge und ein Stück des 1,5 Meter breiten Burggrabens frei. Die ergiebigste Fundstelle war der Burggraben, in dem sich die von Erde zugeschütteten Fundstücke erhalten konnten. Das Besondere des Fundplatzes war, dass sich durch den feuchten Boden in der Drömlingsniederung zahlreiche Holzteile erhalten haben. Die vorgefundenen behauenen Steine hielten die Archäologen für die Fundamente der hölzernen Anlage.

### Fundstücke
Fundstücke der Ausgrabung waren Palisadenstümpfe, Balken mit Zapfenverbindungen, Holzteller, Holzlöffel, Holzbecher, Tierknochen, kleine Eisenteile und behauene Steine. Der Landesarchäologe Alfred Tode bot noch während der Ausgrabung der Vorsfelder Ortsverwaltung an, die Fundstücke für ein geplantes, kleines Heimatmuseum im Ort als Leihgabe zur Verfügung zu stellen. Die Museumspläne wurden aber nicht realisiert. Heute befinden sich die kleineren Stücke, ebenso etwa 100 Fotos und mehrere Grabungsskizzen, in der Abteilung Ur- und Frühgeschichte des Braunschweigischen Landesmuseums in Wolfenbüttel. Von den zahlreichen, bis zu 1 Meter langen Palisadenstümpfen ist kein Fundstück mehr vorhanden, um durch dendrochronologische Untersuchungen Aufschluss auf den Errichtungszeitpunkt der Burg zu liefern. Eine erneute Ausgrabung könnte weitere Palisadenstümpfe liefern, da 1946 nur ein Teil der Anlage ausgegraben worden ist und weitere Fundstücke im Boden anzunehmen sind.

### Fundbewertung
Eine abschließende Abhandlung zur Ausgrabung wurde damals offenbar aus Zeitmangel nicht verfasst. Aufgrund der gefundenen Keramikscherben datierten die Archäologen den Nutzungszeitraum der Befestigungsanlage auf das 12. bis 13. Jahrhundert. Sie sahen in ihr einen hölzernen Wehrturm im Stil einer Motte aber ohne Burghügel. Laut den Grabungsergebnissen war die Anlage  von einem Burggraben und einem Palisadenzaun umgeben. Laut den alten Karten soll die Burg über zwei 200 Meter lange Dammwege mit einem nahegelegenen Burgwall verbunden gewesen sein. Dabei dürfte es sich um eine Vorburg gehandelt haben, die bis heute unentdeckt ist und sich vermutlich im Bereich des heutigen Mittellandkanals befand. Wie bei anderen kleinen Adelsburgen dieser Zeit saß auf ihr ein Vertreter des niederen Adels, zum Beispiel ein Ministerialer oder Burgmann. Da sich keine Brandschicht fand, die auf eine gewaltsame Zerstörung hingedeutet hätte, wird von einem Verlassen der Anlage ausgegangen.

## Zuordnung zu den Vorsfelder Burgen
Für das Vorhandensein einer Vorsfelder Burg gibt es mehrere urkundliche Belege. Die erste Erwähnung erfolgte 1218 mit einem Castrum Varsfelde, während sie 1464 zerstört worden sei. Die Vorsfelder Burg wurde als Altes Haus bezeichnet, was als Gegensatz zur 3 km entfernten Burg Neuhaus (Neues Haus) zu sehen ist. Allerdings ist bis heute nicht klar, wo die Burg stand oder ob die historische Überlieferung eine oder mehrere Anlagen meint. Es gibt nur Indizien für das Bestehen von Befestigungsanlagen im oder nahe am Ort.

### Burgen vor dem Ort
Bei den ausgegrabenen baulichen Überresten einer Befestigungsanlage im Drömling handelt es sich um die auf Karten des 18. und 19. Jahrhunderts als Altes Haus dargestellte Burgstelle mit benachbartem Burgwall. Sie dürfte aber nicht mit der in der älteren geschichtlichen Überlieferung genannten Burg Altes Haus identisch sein. Dies ergibt sich aus der einfachen Bauweise der Motte als Holz-Erde-Konstruktion, die zur Zeit der Zerstörung des Alten Hauses 1464 längst überholt war. Der Motte kommt allenfalls die Funktion einer Vorläuferanlage zu, vielleicht als Sitz einer Familie von Vorsfelde, die 1217 durch den Dienstmannen Gottfried von Vorsfelde erwähnt wurde.
Einer Theorie zufolge könnte sich die Burg Altes Haus auch östlich des Vorsfelder Stadtkerns im Bereich der heutigen Kläranlage an der Aller befunden haben. Darauf deutet ein Luftbild von 1940, das in diesem Bereich eine rechteckige Fläche mit Bodenverfärbungen zeigt. Es könnte sich um eine Befestigungsanlage mit einem Wehr an der Aller gehandelt haben.

### Burg im Ort
Heute wird das Bestehen  der Burg Altes Haus als fester Steinbau am ehesten im Ort vermutet. Ihre Aufgabe war der Schutz der mindestens seit dem 12. Jahrhundert bestehenden Siedlung auf dem Vorsfelder Werder. Einer heutigen Theorie zufolge stand die Burg auf dem Grundstück des früheren Amtshauses in der Amtsstraße. Darauf deuten die Flurbezeichnung In den Burgäckern und ein welliges Gelände mit Vertiefungen hin, was als Burggraben gedeutet werden kann. Da sich oberirdisch keine bauliche Reste mehr finden lassen, könnte sie nach ihrer kriegerischen Zerstörung durch Vorsfelder Bürger vollkommen abgetragen worden sein, um das Steinmaterial für andere Bauvorhaben zu verwenden.

## Burgen in der Umgebung
- Schloss Wolfsburg
- Burg Rothehof
- Burg Neuhaus